# Turón
Turón település Spanyolországban, Granada tartományban. Turón Adra, Albuñol, Alcolea, Murtas és Berja községekkel határos. Lakosainak száma 213 fő (2024).

## Népesség
A település népessége az elmúlt években az alábbi módon változott:
| Lakosok száma | 345  | 335  | 327  | 301  | 291  | 289  | 254  | 239  | 232  | 213  |
|               | 2001 | 2004 | 2006 | 2009 | 2011 | 2014 | 2016 | 2019 | 2021 | 2024 |